# باشگاه ورزشی کاین
باشگاه فرهنگی ورزشی کاین یک تیم فوتبال گویان فرانسوی مستقر در کاین است که در مسابقات قهرمانی ملی گویان فرانسه بازی می‌کند.